# Liste der Naturdenkmale in Unterstadion
| Naturdenkmale | Anzahl |
| ------------- | ------ |
| FND           | 2      |
| END           | 3      |
| Gesamt        | 5      |

Die Liste der Naturdenkmale in Unterstadion nennt die verordneten Naturdenkmale (ND) der im baden-württembergischen Alb-Donau-Kreis liegenden Gemeinde Unterstadion. In Unterstadion gibt es insgesamt fünf als Naturdenkmal geschützte Objekte, davon zwei flächenhafte Naturdenkmale (FND) und drei Einzelgebilde-Naturdenkmale (END).
Stand: 1. November 2016.

## Flächenhafte Naturdenkmale (FND)
| Name                     | Bild | Kennung     | Einzelheiten | Position | Fläche Hektar | Datum         |
| ------------------------ | ---- | ----------- | ------------ | -------- | ------------- | ------------- |
| Feuchtgebiet Wasenlöcher | BW   | 84251240001 | Unterstadion | ⊙        | 5,0           | 13. Apr. 1999 |
| Feuchtgebiet Watzenloch  | BW   | 84251240002 | Unterstadion | ⊙        | 0,6           | 13. Apr. 1999 |
| Legende für Naturdenkmal |      |             |              |          |               |               |

## Einzelgebilde (END)
| Name                     | Bild | Kennung     | Einzelheiten | Position | Fläche Hektar | Datum         |
| ------------------------ | ---- | ----------- | ------------ | -------- | ------------- | ------------- |
| 1 Sommerlinde            | BW   | 84251240003 | Unterstadion | ⊙        | 0,0           | 13. Apr. 1999 |
| 1 Sommerlinde            | BW   | 84251240006 | Unterstadion | ⊙        | 0,0           | 13. Apr. 1999 |
| 1 Stieleiche             | BW   | 84251240004 | Unterstadion | ⊙        | 0,0           | 13. Apr. 1999 |
| Legende für Naturdenkmal |      |             |              |          |               |               |